# Ургутский район
Ургутский район (тума́н; узб. Urgut tumani / Ургут тумани) — район в Самаркандской области Республики Узбекистан. Административный центр — город Ургу́т.

## История
Во времена Бухарского эмирата Ургутское бекство входило в состав эмирата.  С XVIII века по 1868 год Ургутом правила местная узбекская династия мингов, родственная кокандским мингам. Из Ургутского района происходил известный историк и поэт Хумули.
После завоевания в 1868 году Российской империей территорий Бухарского эмирата было создано административное образование в составе Среднеазиатских владений Российской империи — Зеравшанский округ. В состав данного округа вошли города Самарканд, Ургут, Каттакурган, Чилек и Пайшанба.
Таким образом, впервые территория сегодняшнего Ургутского района вошла в чётко определённое административное образование. 1 января 1887 года Зеравшанский округ был упразднён, и его территория была включена в состав новообразованной Самаркандской области.
Данная область делилась на 4 уезда: Джизакский, Катта-Курганский, Самаркандский и Ходжентский. Территория сегодняшнего Ургутского района входила в состав Самаркандского уезда области.
30 апреля 1918 года территория Самаркандской области стала частью Туркестанской АССР, а 27 октября 1924 года в результате национально-территориального размежевания Средней Азии в СССР Самаркандская область вошла в состав новообразованной Узбекской ССР.
После вхождения Самаркандской области в состав Узбекской ССР 29 сентября 1926 года был образован Ургутский район, который существовал в составе Самаркандской области вплоть до распада СССР и продолжает там находиться после обретения независимости Узбекистаном.

## География
Ургутский район расположен в юго-восточной части Самаркандской области. С северной стороны граничит с Булунгурским и Самаркандским районами, с северо-запада — с Тайлакским районом, с юга — с Китабским районом Кашкадарьинской области, с востока — с Республикой Таджикистан. Основную часть территории района занимают горы. По территории района проходит западная часть Зеравшанского хребта. Площадь района составляет 1200 км².

## Природа

### Климат
Климат территории района является субтропическим внутриконтинентальным, с жарким и сухим летом при холодной зиме. Среднегодовая температура составляет +16,5 °C; средняя температура января равна —1,5 °C, средняя температура июля +24,5 °C. Абсолютный минимум температуры составил —25 °C, абсолютный температурный максимум +49 °C. В среднем на территории района выпадает 459—500 мм осадков за год (48 % осадков выпадает весной). Вегетационный период длится 215—217 дней.

### Почвы
Почвенный покров адыров образуют гипсовые серозёмы, лугово-серозёмные почвы и солончаки.

### Рельеф
Рельеф Ургутского района разнообразен, представлен в основном возвышенностями и горами. Низменности распространены в северной части района, адыры распространены повсеместно. Горами занята южная и восточная части территории, где располагается западная часть Зеравшанского хребта. Высоты на территории района соответственно увеличиваются в направлении с севера на юг и с запада на восток. Южная часть района в среднем находится на высоте 1000 метров над уровнем моря. Остальная часть территории района находится на высоте от 500 до 900 метров над уровнем моря. Наивысшей точкой района является перевал Тахтакарача с высотой 1675 метров. Через перевал и территорию района проходит большой Узбекистанский тракт. Холмы образованы песчаниками и лёссами. Подножия многих гор состоят из сланца. Территория района входит в семибалльную сейсмическую зону.

### Гидрография
С Зеравшанского хребта стекают водотоки Аманкутансай, Булбулзарсай, Гиждувансай, Гуссай, Ургутсай, Камонгаронсай, Каратепасай и другие. Их воды используются на орошаемое земледелие, практикуемое на пологих склонах у подножья гор.
В районе также имеются водные каналы, наиболее крупные из них: Даргом, Янгиарык, Янги Ургут. На территории района залегают подземные воды. В северной части они находятся на глубине 1—2 м от поверхности, в южной — на глубине от 8 до 20 м.

### Флора и фауна
На территории района повсеместно распространены гребенщики, верблюжьи колючки, полыни и другие растения, которые имеют большое кормовое значение для разводимых здесь каракулевых овец. В горной местности в дикорастущем виде встречаются лох, яблоня, арча, грецкий орех, фисташка, миндаль, шиповник, барбарис.
На территории района распространены волки, кабаны, лисы, зайцы, различные виды ящериц, змей и птиц.

## Руководство
Главой администрации (хокимом) Ургутского района в настоящее время является Жабборов Ботир Шукурович. Здание администрации района находится в городе Ургут на улице Алишера Навои, дом 104.

## Административно-территориальное деление
Административным центром района является город Ургут с населением около 60 000 человек, который является единственным населённым пунктом со статусом города в районе.
По состоянию на 1 января 2012 года, в состав района входят 7 городских посёлка (Гус, Джартепа, Испанза, Камангарон, Кенагас, Почвон и Урамас), 10 сельских сходов граждан (из них — 102 махаллинских схода граждан и 40 махалли) и 115 сельских населённых пунктов.

## Население
По данным на 1 января 2012 года в районе проживало 420 065 человек, в том числе 182 135 человек в городах, 237 930 человек в сельской местности. 211 112 (91 962 в городах) человек составляют жители мужского пола, и 208 953 (90 173 в городах) жителя — женского пола. Плотность населения по состоянию на 2002 год составляла 300 человек на 1 км². В национальном составе населения большинство составляют узбеки. В значительном количестве проживают таджики. Также в районе проживают иранцы, арабы, татары, русские, украинцы и другие.

## Хозяйство

### Сельское хозяйство
Земельный фонд района в целом составляет 112,0 тыс. га. Из них 9 тыс. га используется для выращивания табака. В Ургутском районе развиты в основном отрасли сельского хозяйства: скотоводство, земледелие (выращивание табака, садоводство, виноградарство). На середину 2000-х годов здесь действовало 23 ширкатных (кооперативных) хозяйства, специализированных на животноводстве, зерноводстве и овощеводстве. Общее количество фермерских хозяйств превышало 380. Площадь посевов зерновых культур была равна 14,8 тыс. га, картофеля — 1,8 тыс. га, табака — 9 тыс. га, бахчи и фруктов — 1,4 тыс. га, сады и виноградники — 1,4 тыс. га.
В частном и общественном владении имелось в общей сложности 23 тыс. голов крупного рогатого скота, 36 тыс. голов мелкого рогатого скота (овец и коз), 40 тыс. голов домашней птицы, 2,0 тыс. голов лошадей в табунах.
В лесном хозяйстве района находится 40 тыс. га земель. В лесном хозяйстве в основном выращиваются саксаульники и орешники. Хозяйство поставляет населению около 8 тыс. саженцев ореха и винограда за год. В лесном хозяйстве ведётся заготовка таких лекарственных растений, как душица, шиповник, ревень.

### Промышленность
На территории Ургутского района имеются месторождения базальта, известняка и сланцев. Разработка этих месторождений ведётся открытым способом. Здесь функционируют предприятия по переработке табака, мрамора и хлопка. Имеются предприятия по производству кирпичей, бетонных плит, напитков, кондитерских изделий, молочных продуктов. Функционируют более 800 различных компаний и предприятий. В частности, функционирует совместная узбекско-бельгийская компания «UrgGazKarpet», узбекско-турецкие компании и предприятия «UrgANTET YASHAM», «Urgut SaMNegin», «Urgut Qoplon» по производству ковров, узбекско-турецкие предприятия «Urgut LADO Marmar» по переработке мрамора, «Samplastik» по производству строительных материалов, «UzBAT» по переработке табака.

### Транспорт
Общая длина автомобильных дорог на территории Ургутского района составляет 382 км, из них 245 км приходится на автодороги республиканского значения. Железная дорога отсутствует.
Поддерживается автобусное сообщение по маршрутам Самарканд — Шахрисабз, Самарканд — Китаб и другим.

## Социальная сфера

### Образование
В 2003/2004 учебном году в Ургутском районе функционировало 127 общеобразовательных школ. В школах получали образование 102,3 тыс. детей. По состоянию на 2004 год имелось три профессиональных колледжа.

### Культура и просвещение
В Ургутской районе ведут работу Дворец культуры, 5 домов культуры, многочисленные клубы. По всей территории района открыты центральная библиотека и 70 библиотек (по состоянию на середину 2000-х годов). Их книжный фонд составлял примерно 270 тыс. работ.
Кроме распространённых по всему Узбекистану и Самаркандской области газет, журналов, радиостанций и телеканалов, на территории Ургутского района издаётся газета «Ургут садоси» (Эхо Ургута) и вещает телерадиоканал «Чинор».

### Медицина
По состоянию на середину 2000-х годов, в районе действовало 8 больниц (на 830 мест), 27 фельдшерско-акушерских пунктов, 36 сельских врачебных пунктов, 9 сельских врачебных амбулаторий. В общей сложности в медицинских учреждениях работало около 490 врачей и средних медицинских работников.

### Спорт
В Ургутском районе функционируют стадионы, спортзалы, спортплощадки и другие спортивные сооружения. По состоянию на середину 2000-х годов, действовал 21 спортивный объект.

## Известные уроженцы
- Раджаб Адашев — известный советский и узбекский актёр театра и кино. Заслуженный артист Республики Узбекистан. Родился 15 июля 1944 года на территории Ургутского района.
- Аблакул Узаков — Герой Советского Союза, командир отделения 1-го эскадрона 62-го гвардейского кавалерийского полка 16-й гвардейской Черниговской кавалерийской дивизии. Родился 10 апреля 1922 года в кишлаке Каратепа, который находится в Ургутском районе.
- Насим Хасанов — полный кавалер Ордена Славы, сержант гвардии, разведчик 41-й отдельной гвардейской разведывательной роты 39-й гвардейской мотострелковой дивизии. Родился 9 августа 1924 года в кишлаке Узбек.